# Пшеничная, Людмила Тимофеевна
Людмила Тимофеевна Пшеничная (9 октября 1925 — ?) — украинская советская деятельница, электрообмотчица Кременчугского автомобильного завода Полтавской области. Депутат Верховного Совета СССР 6-7-го созывов.

## Биография
Родилась в семье рабочего. Образование неполное среднее.
В 1943—1949 годах — электромоторист, дежурный электрик кенафнопрядильной фабрики города Ташкента Узбекской ССР.
В 1949—1951 годах — дежурный электрик рельсосварного поезда в городе Кременчуге Полтавской области.
В 1951—1959 годах — электрообмотчица Кременчугского мостового завода, электрообмотчица Кременчугского комбайнового завода Полтавской области.
С 1959 года — электрообмотчица энергосилового цеха Кременчугского автомобильного завода Полтавской области. Ударник коммунистического труда.
Потом — на пенсии в Кременчуге Полтавской области.

## Награды
- орден Ленина (7.03.1960)
- медали